# Riedholz
Riedholz es una comuna suiza del cantón de Soleura, situada en el distrito de Lebern. Limita al norte con las comunas de Balm bei Günsberg y Günsberg, al este con Hubersdorf y Flumenthal, al sur con Deitingen, Luterbach y Zuchwil, y al oeste con Feldbrunnen-Sankt Niklaus y Rüttenen.
Desde el 1 de enero de 2011 incluye el territorio de la antigua comuna de Niederwil.